# Zeta Cygni
Zeta Cygni (ζ Cyg / 64 Cygni / HD 202109 / HR 8115) es la sexta estrella más brillante de la constelación de Cygnus con magnitud aparente +3,21.
Aunque no tiene nombre propio habitual, esta estrella, junto a ρ Cygni y otras estrellas adyacentes más tenues, era conocida en China como Chay Foo, «el almacén de carros».
Se encuentra a 151 años luz del sistema solar.
Zeta Cygni es una gigante amarilla de tipo espectral G8III con una temperatura efectiva de 4980 K y una luminosidad equivalente a 119 soles. Tiene un radio 14,7 veces más grande que el radio solar y una masa aproximada de tres masas solares.
Su edad se estima en 400 millones de años.
Zeta Cygni es una estrella de bario, es decir, muestra altas concentraciones de éste y otros elementos pesados en su atmósfera. Otras estrellas de bario típicas son ζ Capricorni y Alfard (α Hydrae). En estas estrellas las altas concentraciones de elementos pesados se relacionan con una enana blanca acompañante, muchas veces invisible, que en tiempos pasados contaminó a la que ahora es la estrella principal. Imágenes detalladas obtenidas con el telescopio espacial Hubble han permitido observar a una acompañante muy tenue —una enana blanca— a solo 0,04 segundos de arco. Completa una órbita alrededor de Zeta Cygni cada 17,8 años. Anteriormente era más masiva que Zeta Cygni y por ello evolucionó más deprisa; en su etapa final cedió parte de su masa a la que ahora vemos como estrella principal para luego quedar relegada a una enana blanca casi invisible.